# Kuthy Dezső (zoológus)
Kuthy Dezső (Szarvas, 1844. június 7. – Budapest, 1917. szeptember 10.) magyar zoológus, entomológus.

## Élete
Kuthy Lajos (1809–1869) főorvos író és Okolicsányi Szidónia fia. Középiskoláit Eperjesen és szülővárosában, jogi tanulmányait a pesti egyetemen végezte, majd zoológiával foglalkozott. 1877-től 1879-ig a Nemzeti Múzeum állattárában ő gondozta a bogárgyűjteményt. 1890-től a Magyar Tudományos Akadémia Állattárában dolgozott mint őr, majd mint igazgató-őr. 1914-ben ment nyugdíjba.

## Munkássága
Főleg rovartani kutatásokat folytatott. Rendszertani és iskolai rovargyűjteményét az 1885-ös országos kiállításon a nagy éremmel tüntették ki. 1896-ban a Természettudományi Társulat által kiadott magyarországi faunakatalógusban ő állította össze a bogarakról szóló részt.
Cikkei a Rovarászati Lapokban (1883. Az isaszegi korona-erdő jellemző Coleopterái); a Rovartani Lapokban (1885. A ganajbogarak szerepe legelőinken, Akáczfában élő bogarak, 1897. A magyarországi Meloe-fajok), a Természetrajzi Füzetekben (1887. Trachyphloeus Frivaldszkyi species Coleopterorum nova e familia Curculionidarum, 1890. Ceuthorrhynchus Paszlavszkyi).

## Főbb művei
- Fauna regni Hungariae. Animalium Hungariae hucusque cognitorum enumeratio systematica. A magyar birodalom állatvilága. A magyar irodalomból eddig ismert állatok rendszeres lajstroma. Magyarország ezeréves fennállásának emlékére kiadta a k. m. természettudományi társulat. Bpest, 1896. III. (Arthropoda) kötet. (A Coleopterák rendjének magyar és latin katalógusa.)